# 大渡口駅
大渡口駅（だいとこう-えき）は、中華人民共和国重慶市大渡口区に位置する重慶軌道交通2号線の駅である。駅番号は217。

## 駅構造
相対式ホーム2面2線の高架駅。
| 2号線ホーム (3F) | 相対式ホーム            |
| 2号線ホーム (3F) | ←2号線 大坪・較場口方面 |
| 2号線ホーム (3F) | 2号線 新山村方面→       |
| 2号線ホーム (3F) | 相対式ホーム            |

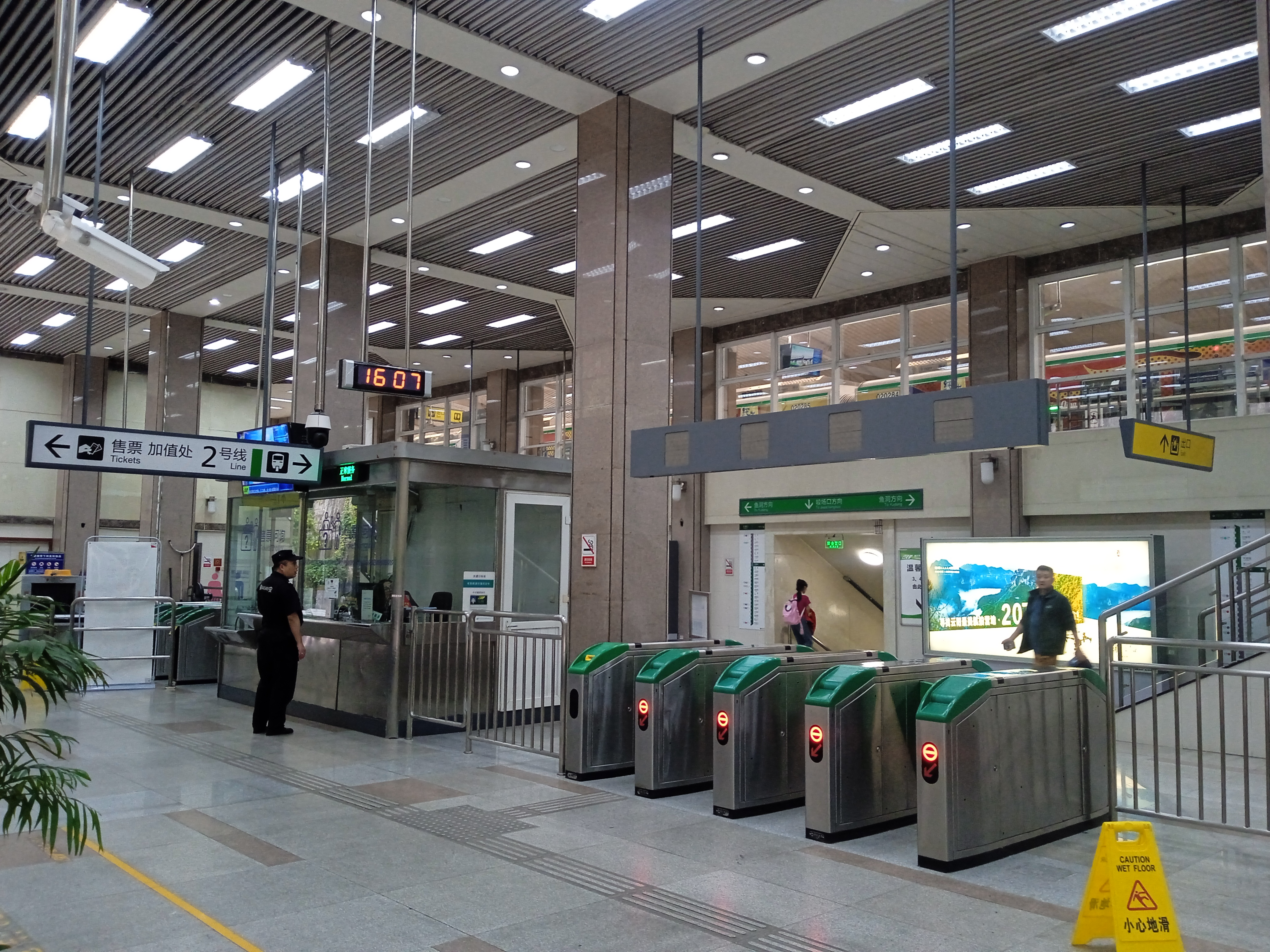
改札口
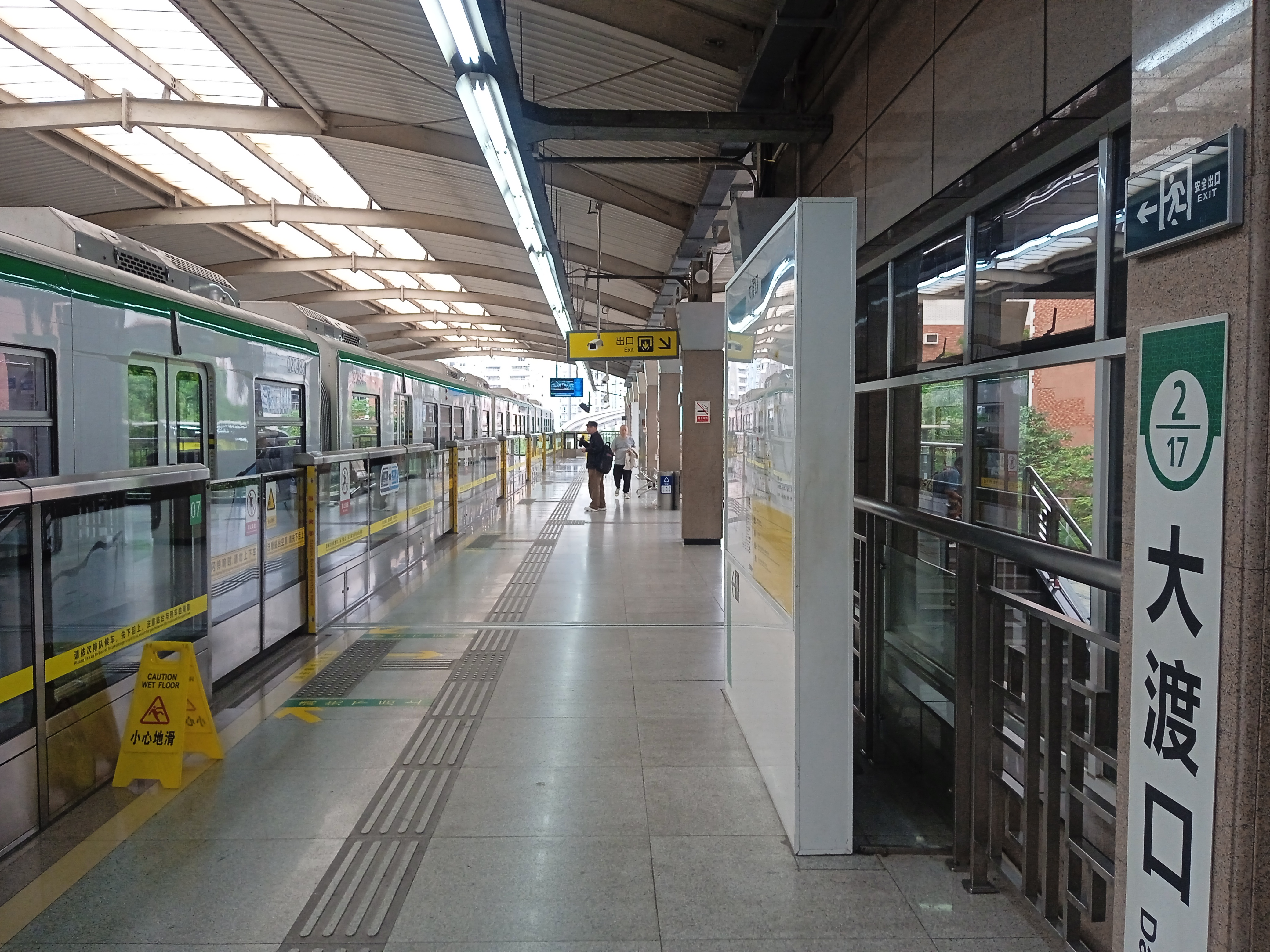
ホーム

## 駅周辺
- 重慶市旅遊学校
- 重慶燃気集団渝西分公司
- 翠湖変電站
- 際志性建筑
- 西城大道
- 大渡口区政府広場
- 大渡口公園
- 双山隧道
- 重慶陶瓷広場

## 歴史
- 2006年7月1日 - 開業。

## 隣の駅
重慶軌道交通
■2号線
平安駅 (216) - 大渡口駅 (217) - 新山村駅 (218)